# پاندورا پیکس
 پاندورا پیکس (انگلیسی: Pandora Peaks؛ زادهٔ ۱۲ آوریل ۱۹۶۴) بازیگر پورنوگرافی، مدل بزرگسالان و استریپر بازنشسته اهل ایالات متحده آمریکا است. 